# Sououd-e-Melli
Sououd-e-Melli este imnul național din Afganistan. A fost adoptat și anunțat oficial în mai 2006. Potrivit articolului 20 din Constituția Afganistanului, „Imnul național al Afganistanului va fi în dialectul Pashto cu mențiunea „Dumnezeu este mare” la fel ca și numele etnicităților din Afganistan.”. Versurile au fost compuse de Abdul Bari Jahani iar muzica de Babrak Wassa.
| Pashto | Farsi | Pashto Transliteration | Translation |
| دا وطن افغانستان دي دا عزت د هر افغان دي کور د سولی کور د تورۍ هر بچی یی قهرمان دي دا وطن د ټولو کور دي د بلوڅو د ازبکو د پشتون او هزاره وو د ترکمنو د تاجکو ورسره عرب، ګوجر دي پامیریان، نورستانیان براهوي دي، قزلباش دي هم ایماق، هم پشه ېان دا هیواد به تل زلیژی لکه لمر پرشنه آسمان په سینه کٸ د آسیا به لکه زړه وي جاویدان نوم د حق مودٸ رهبر وایو الله اکبر | این کشور افغانستان است این عزت هر افغان است میهن صلح، جایگاه شمشیر هر فرزندش قهرمان است این کشور میهن همه است از بلوچ، از ازبکها از پشتون، هزاره‌ها از ترکمن و تاجیکها هم عرب و گوجرها پامیری، نورستانیها براهویی است و قزلباش هم ایماق و پشه‌ئیان این کشور همیشه تابان خواهد بود مثل آفتاب در آسمان کبود در سینهٔ آسیا مثل قلب جاویدان نام حق است ما را رهبر ،می‌گوییم الله اکبر می‌گوییم الله اکبر | Da watan Afghanistan di, da ezzat de har Afghan di Kor de soli kor də tori, har bachi ye qahraman di Da watan di tolo kor di, də Balocho, de Uzbako Də Pashtun aw Hazarawu, də Turkmano de Tajeko Worsara Arab, Gojar di, Pamiriyan, Noristaniyan Barahawi di, Qizilbash di, ham Aimaq, Pashaiyan Da hiwad ba til zaligi, laka limar pa eshna asman Pa sina ki de Asiya ba, laka zera wi jawidan Num de haq mo di rahbar, wayu Allah o Akbar, wayu Allah o Akbar | Acest pământ e Afganistan e mândria oricărui afgan Pământul păcii, pământul sabiei. fii ei toți sunt viteji Aceasta e țara oricărui trib Pământul lui Baluchi și Uzbeksi Pashtunsi și Hazarasi, Turkmeni și Tajiksi Cu ei, arabii și Gujjarsi, Pamiriani, Nuristaniani Brahawi, și Qizilbash, De asemenea Aimaq și Pashai Acest pământ va străluci pentru totdeauna, asemeni soarelui pe cerul albastru În pieptul Asiei, va rămâne ca o inimă pentru totdeauna Îl vom urma pe singurul Dumnezeu Toți spunem „Dumnezeu este mare!” |